# Abnormally Attracted to Sin
Abnormally Attracted to Sin – dziesiąty studyjny album Tori Amos, pierwszy wydany przez Universal Republic Records.
Zawiera siedemnaście premierowych utworów. W limitowanej edycji albumu płycie towarzyszy DVD, na którym utwory z płyty ilustrują krótkie filmy, nazwane przez Amos „visualettes”. Ich reżyserem jest Christian Lamb.
W Polsce album uzyskał status złotej płyty.

## Spis utworów
1. „Give” – 4:13
2. „Welcome to England” – 4:08
3. „Strong Black Vine” – 3:27
4. „Flavor” – 4:05
5. „Not Dying Today” – 4:01
6. „Maybe California” – 4:24
7. „Curtain Call” – 4:52
8. „Fire to Your Plain” – 3:01
9. „Police Me” – 3:53
10. „That Guy” – 4:02
11. „Abnormally Attracted to Sin” – 5:33
12. „500 Miles” – 4:05
13. „Mary Jane” – 2:42
14. „Starling” – 4:02
15. „Fast Horse” – 3:52
16. „Ophelia” – 4:42
17. „Lady in Blue” – 7:10

## Twórcy
- Tori Amos  – głos, fortepian, pianino Wurlitzer, organy Hammonda, syntezatory
- Matt Chamberlain – instrumenty perkusyjne
- Jon Evans – bas
- Mac Aladdin – gitara elektryczna
- John Philip Shenale – instrumenty strunowe, pianino Wurlitzer, organy Hammonda